# Vladimír Leitner
Vladimír Leitner (ur. 28 czerwca 1974 w Żylinie) – słowacki piłkarz występujący na pozycji obrońcy. Były reprezentant kraju.
Karierę rozpoczął w MŠK Żylina. Następnie w latach 1996–2000 występował w Spartaku Trnawa. W 1998 roku zadebiutował w reprezentacji Słowacji. W 2000 roku trafił do czeskiego zespołu FK Teplice. W 2003 roku zagrał swój ostatni mecz w kadrze narodowej. W 2004 odszedł do Dukli Bańska Bystrzyca. Po dwóch latach gry w tym klubie, powrócił do Żyliny, swojego macierzystego. W sezonie 2010/2011 wraz z drużyną grał w fazie grupowej Ligi Mistrzów.